# Пономаренко, Сергей Анатольевич (писатель)
Пономаренко Сергей Анатольевич (род. 18 марта 1955) — украинский писатель
-фантаст и сценарист. Член Национального Союза писателей Украины, заместитель председателя Творческого объединения приключения и фантастики при Киевской организации НСПУ.

## Биография
- Родился 18 марта 1955 года в г. Магнитогорске, семье военнослужащих
- 1973—1975 гг. служба в армии, старший сержант.
- 1982 закончил Киевский университет им. Т. Г. Шевченко, философский факультет, специализация — социология.
- 1980—1982 гг. социолог Цента по научной организации труда и управления производством при Министерстве хлебопродуктов УССР.
- 1982—1986 гг. работа в аппарате Министерства хлебопродуктов УССР: инженер, ведущий инженер, главный экономист.
- 1986—1991 гг. заместитель председателя (выборная должность) Республиканского Правления научно-технического общества отрасли хлебопродуктов Украины
- 1992—2001 гг. генеральный директор Научно-производственной коммерческой фирмы «Украина Агросервис».
- 2001—2002 гг., директор хлебоприёмного предприятия «Сердюковское», заместитель генерального директора ПО «Терра»
- 2002—2005 гг. председатель правления ВАТ «Трикратский комбинат хлебопродуктов»
- 2005—2006 гг. заместитель генерального директора холдинга «Зерноторговая компания»
- 2007—2008 гг. шеф-редактор кинокомпании «ЮС-фильм»
- 2009 года по н.вр. на творческой работе,

Произведения переведены на польский язык: в журналах «Lublin», «Republika», «Lit-Wa» были опубликованы рассказы «Однажды…», «Любовь до гроба»; роман «Седьмая свеча» в издательстве «Polihymnia» (Люблин), 2012.

## Награды
- 2002 — диплом книжной ярмарки «Мир книги-2002» (Харьков) в номинации «Книга года; интеллектуальный детектив» за роман «Психостриптиз».
- 2011 — премия Национального Союза писателей Украины им. В.Короленко за роман «Ведьмин подарок»
- 2015 — медаль «Почесна відзнака» Национальної Спілки України «за особисті досягнення у літературній творчості, за вагомий внесок у відродження духовності та культури українського народу».
- 2016 — літературна відзнака «Золотий письменник України».

### На русском языке
- Лысая гора: Повести и рассказы. — К.: ЧП "Компания «Актуальна освіта», 2000. — 192 с. 5 000 экз. ISBN 966-7259-01-3.
- Седьмая свеча: Роман. — Харьков: «Клуб семейного досуга», 2001. — 256 с. 40 000 экз. ISBN 966-7857-87-5.
- Психостриптиз: Роман. — Харьков: «Клуб семейного досуга», 2001. — 256 с. 10 000 экз. ISBN 966-7857-70-0
- Змея в траве: Роман. — Харьков: «Клуб семейного досуга», 2002. — 320 с. 10 000 экз. ISBN 966-8007-73-5
- Санитар морга, или Лунное затмение в зимнем саду: Роман. — Харьков: «Клуб семейного досуга», 2004. — 448 с. 10 000 экз. ISBN 966-8511-78-6
- Я буду любить тебя вечно: Роман, рассказы. — Харьков: «Клуб семейного досуга», 2005. — 480 с. 12 000 + 6 000 экз. ISBN 966-343-103-2
- Лик Девы: Роман. — Харьков: «Клуб семейного досуга», 2006. — 400 с. 12 000 + 14 000 экз. ISBN 966-343-374-4
- Седьмая свеча: Роман. — Харьков; Белгород: «Клуб семейного досуга», 2008. — 352 с. — (Иллюзия смерти). 10 000 экз. ISBN 978-5-9910-0454-1, ISBN 978-966-343-989-1
- Час Самайна: Роман. — Харьков: «Клуб семейного досуга», 2008. — 400 с. — 15 000 + 5 000 экз. ISBN 978-966-343-542-8
- Ведьмин пасьянс: Роман. — Харьков; Белгород: «Клуб семейного досуга», 2008. — 320 с. 12 000 + 15 000 экз. ISBN 978-5-9910-0423-7, ISBN 978-966-343-955-6
- Санитар морга, или Лунное затмение в зимнем саду: Роман. — Харьков; Белгород: «Клуб семейного досуга», 2008. — 432 с. — (Иллюзия смерти). 10 000 экз. ISBN 978-5-9910-0453-4, ISBN 978-966-343-988-4
- Миссия Девы: Роман. — Харьков; Белгород: «Клуб семейного досуга», 2008. — 320 с. 15 000 экз. ISBN 978-5-9910-0505-0, ISBN 978-966-14-0025-1
- Кассандра: Роман / Худ. Елена Мовенко. — Харьков; Белгород: «Клуб семейного досуга», 2009. — 352 с. — 10 000 экз. ISBN 978-5-9910-0722-1, ISBN 978-966-14-0277-4.
- Проклятие рукописи: Мистический роман. — Харьков; Белгород: «Клуб семейного досуга», 2010. — 352 с. — 10 000 экз. ISBN 978-5-9910-1090-0, ISBN 978-966-14-0700-7
- Ведьмин подарок: Мистический роман. — Харьков; Белгород: «Клуб семейного досуга», 2010. — 384 с. — 12 000 экз. ISBN 978-5-9910-1266-5, ISBN 978-966-14-0915-5
- Проклятие скифов: Мистический роман. — Харьков; Белгород: «Клуб семейного досуга», 2011. — 368 с. — 20 000 экз. ISBN 978-5-9910-1461-8, ISBN 978-966-14-1173-8
- Знак ведьмы: Мистический роман. — Харьков; Белгород: «Клуб семейного досуга», 2012. — 352 с. — 15 000 экз. ISBN 978-5-9910-1743-5, ISBN 978-966-14-1574-3
- Колдовской круг: Роман. — Харьков; Белгород: «Клуб семейного досуга», 2013. — 352 с. 10 000 экз. ISBN 978-5-9910-2212-5, ISBN 978-966-14-4274-9
- Ведьмина охота: Роман. — Харьков; Белгород: «Клуб семейного досуга», 2013. — 352 с. 10 000 экз. ISBN 978-5-9910-2255-3, ISBN 978-966-14-5653-1
- Сети желаний: Роман. — К.: Дуліби, 2014. — 368 с. — (Склянка крові з льодом). 1 500 экз. ISBN 978-966-8910-80-7
- Темный ритуал: Роман. — Харьков; Белгород: «Клуб семейного досуга», 2015. — 396 с. 8000 экз. ISBN 978-966-14-8713-9, ISBN 978-5-9910-3166-0
- Ключ к бессмертию: Роман / Обложка Эдуарда Новикова. — Харьков; Белгород: «Клуб семейного досуга», 2015. — 320 с. 10 000 экз. ISBN 978-617-12-0083-8, ISBN 978-5-9910-3416-6.
- То же: Харьков; Белгород: «Клуб семейного досуга», 2016. — 320 с. 6 000 экз. ISBN 978-617-12-0083-8, ISBN 978-5-9910-3416-6
- Ловушка Волчьего замка: Роман. — Харьков; Белгород: «Клуб семейного досуга», 2016. — 320 с. 8 000 экз. ISBN 978-617-12-1464-4, ISBN 978-5-9910-3687-0
- Седьмая свеча: Роман. — Харьков; Белгород: «Клуб семейного досуга», 2017. — 368 с. 10 000 экз. ISBN 978-617-12-2265-6, ISBN 978-5-9910-3779-2
- Лысая гора, или Я буду любить тебя вечно: Роман. — Харьков; Белгород: «Клуб семейного досуга», 2017. — 368 с. 7 000 экз. ISBN 978-617-12-3392-8
- Формула бессмертия: Роман / Обложка Ивана Дубровского. — Харьков: «Клуб семейного досуга», 2017. — 384 с. 10 000 экз. ISBN 978-617-12-3145-0
- Сети желаний: Роман. — Харьков: «Клуб семейного досуга», 2017. — 368 с. 6 000 экз. ISBN 978-617-12-3955-5
- Зеркало из прошлого: Роман. — Харьков: «Клуб семейного досуга», 2018. — 336 с. 11 000 экз. ISBN 978-617-12-4740-6
- Вурдалак: Роман. — Харьков: «Клуб семейного досуга», 2019. — 336 с. 8 000 экз. ISBN 978-617-12-5116-8
- Кукольный домик: Роман. — Харьков: «Клуб семейного досуга», 2019. — 352 с. 8 500 экз. ISBN 978-617-12-5769-6
- Роковой звон: Роман. — Харьков: «Клуб семейного досуга», 2019. — 336 с. 11 000 экз. ISBN 978-617-12-5770-2
- Чартер со смертью: Роман. — Харьков: «Клуб семейного досуга», 2020. — 336 с. 9800 экз. ISBN 978-617-12-7138-8

### На украинском языке
- Тенета бажань: Роман. — К.: Дуліби, 2014. — 368 с. — (Склянка крові з льодом). 1 500 прим. ISBN 978-966-8910-76-0

### На польском языке
- Siergiej Ponomarenko. Siódma świeca (Седьмая свеча) / Пер. Татьяны Сухой (Tatiana Sucha); Обложка Томаша Дзвонковски (Tomasz Dzwonkowski.). — изд. «Polihymnia» (Люблин), 2012. — 294 с. — (Biblioteka Literatur Naszych Sąsiadów). ISBN 978-83-7270-982-0.
- Sergiej Ponomarenko. Pewnego razu… (Однажды): [Рассказ] // журнал «Lublin», 2007, № 2(13).